# Janne Normann
Janne Normann, född 7 december 1938 i Odense, är en dansk journalist och tidigare folketingsledamot för Det Radikale Venstre.
Janne Normann är dotter till journalisten och ministern A.C. Normann och dennes hustru Inge, född Haustrup. Efter att ha gjort studieresor till USA och Mexiko 1958-1959 gick hon i sin fars fotspår då hon utbildade sig till journalist på Helsingør Dagblad och Fyens Stiftstidende 1959-1961 respektive 1961-1963. Därefter var hon anställd som journalist på den senare till 1968, då hon anställdes av Danmarks Radio (DR). Där stannade hon fram till 1979. Likt sin far var hon medlem av Det Radikale Venstre och kandiderade för partiet till Folketinget i Skives valkrets från oktober 1979. Hon blev vald kort därefter och satt i Folketinget fram till 1984. Hon valde att dra tillbaka sin kandidatur till Folketinget efter att det uppstått oenigheter om denna i valkretsens styrelse 1983. Kandidaturen övertogs av prästen och författaren Asger Baunsbak-Jensen. Normann har även varit ledamot i Det Radikale Venstres partistyrelse (från 1970), verkställande utskott (1976-1977 & 1978-1979) och internationella utskott (1973-1979).
I samband med att Normann lämnade Folketinget efter valet 1984 utsågs hon till riksrättsdomare. Hon deltog därmed i ärendet om den konservativa justitieministern Erik Ninn-Hansens ämbetsmissbruk (Tamilsagen). 1986 utsågs hon av den dåvarande jordbruksministern Britta Schall Holberg till ordförande för det nyupprättade Det Etiske Råd vedrørende Husdyr (Nu "Det Dyreetiske Råd"). Hon innehade detta ämbete fram till 1990. Hon var dessutom ledamot och vice borgmästare i Ejby kommuns kommunfullmäktige 1986-1989. Hon verkar i dagsläget som revisor för nätverket LINK (Lettelse af Integration af Nydanskere i Kertemindeområdet), som är ett lokalt nätverk i anslutning till Dansk Flygtningehjælp.
Normann har skrivit boken ”Det ustyrlige folkestyre” (1986). Hon är gift med gårdsägaren Anders Jørgensen.